# Captrain Polska
Captrain Polska sp.z.o.o., do 22. října 2014 ITL Polska Sp. z o.o., (VKM: ITLPL) je polský železniční dopravce zabývající se nákladní dopravou. Jedná se o dceřinou společnost německé firmy ITL Eisenbahngesellschaft ze skupiny SNCF. Sídlem společnosti je Wrocław.

## Historie
Společnost vznikla 29. ledna 2007 zápisem do obchodního rejstříku. 10. prosince 2007 společnost získala licenci pro provozování nákladní drážní dopravy. První vlak na vlastní licenci vypravila společnost 23. dubna 2009.

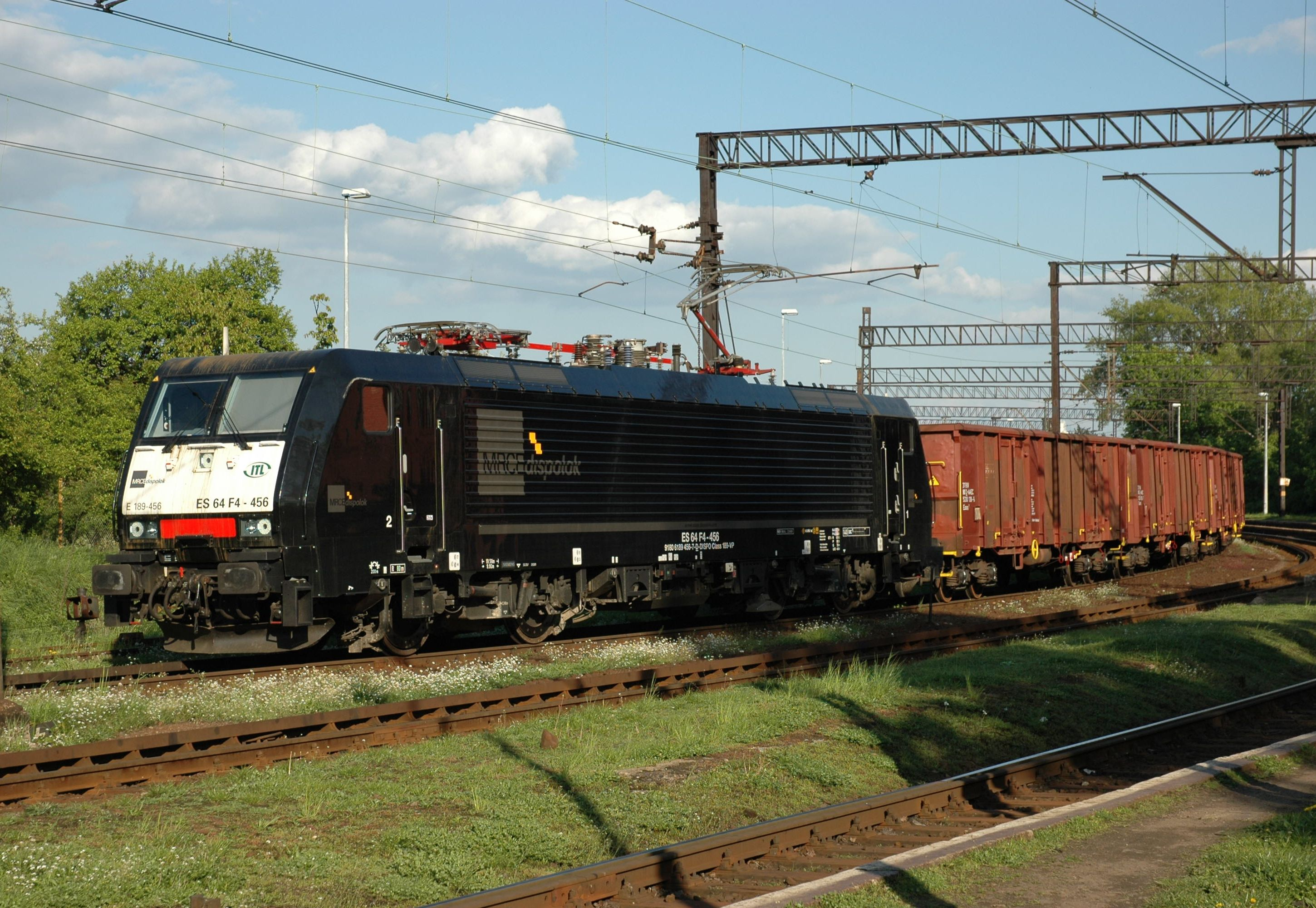
Vlak ITL Polska s lokomotivou typu Siemens ES64F4 pronajatou od firmy MRCE Dispolok

## Lokomotivy
První investicí do parku vozidel byl nákup modernizované lokomotivy M62-1154 „Kathrina“ v roce 2008. V dubnu 2009 později pak společnost získala dvě lokomotivy řady 311D, které jezdily u společnosti RCO, která vyhlásila úpadek. Společnost také využívala moderní elektrické lokomotivy: Bombardier TRAXX F140 MS a Siemens ES64F4.